# Plecotus wardi
Plecotus wardi és una espècie de ratpenat de la família dels vespertiliònids. Es tracta d'una espècie de Plecotus mitjana-gran, amb un pelatge molt espès. Té l'esquena marró i el ventre blanc. La cara i la gola són coberts per pèls curts i dispersos. L'uropatagi pot ser o bé nu o bé cobert per pèls prims. Viu a l'Hindu Kush, el Karakoram i l'Himàlaia del Pakistan, el nord-oest de l'Índia i el Nepal. Es creu que P. wardi es troba a altituds d'entre 1700 i 3.600 msnm, però aquestes dades encara estan per confirmar.